# 馬灣公園
22°20′53″N 114°03′38″E / 22.34810°N 114.06068°E

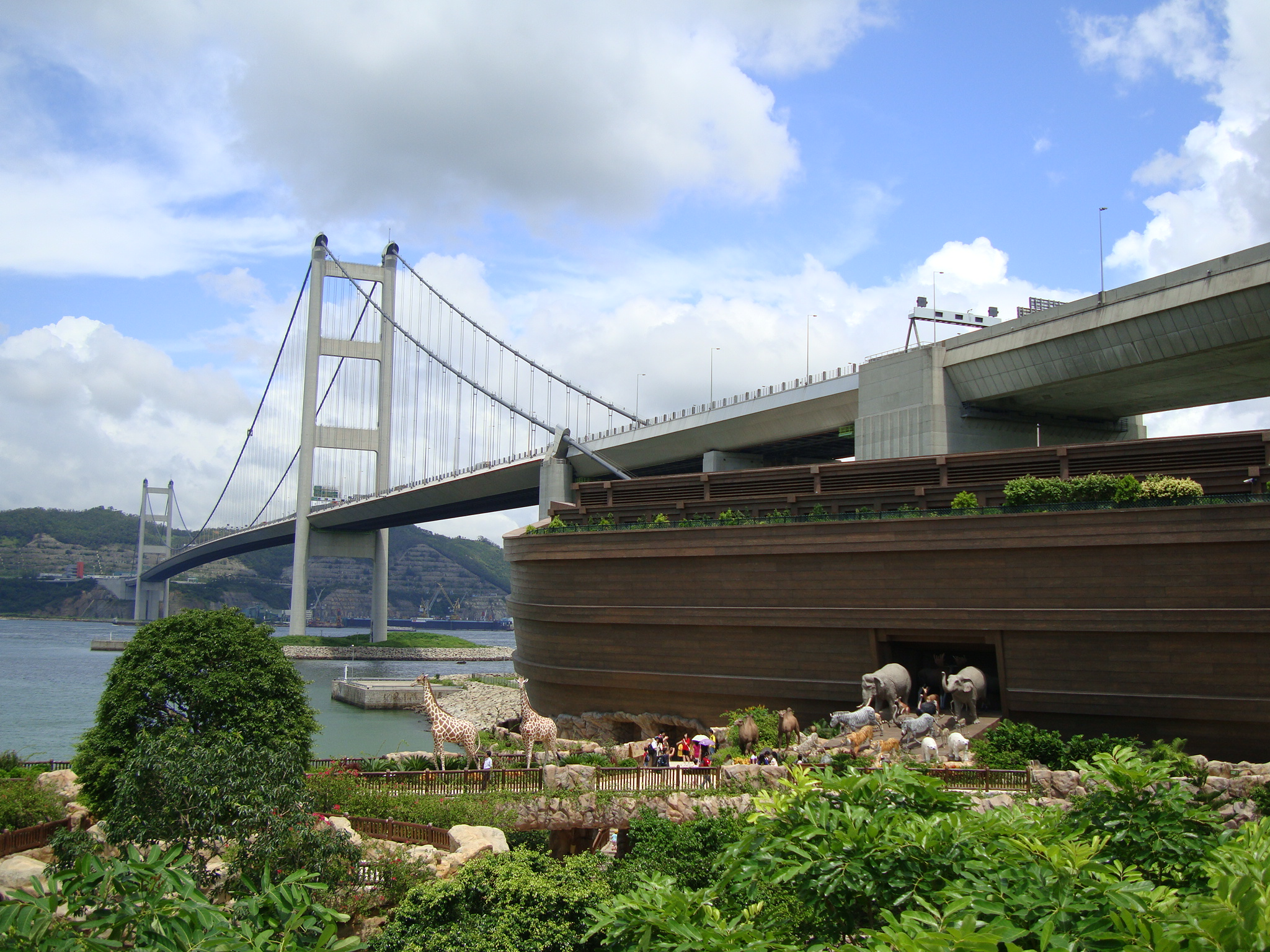
青馬大橋海邊的挪亞方舟

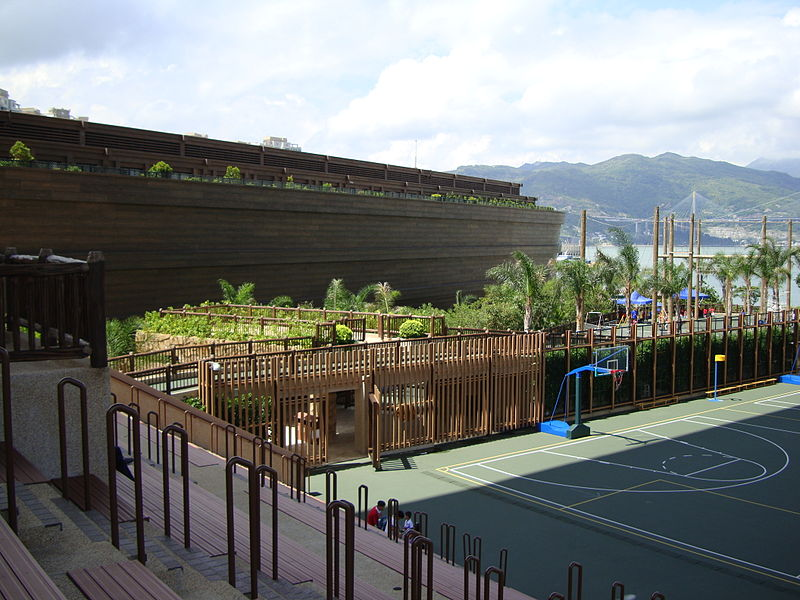
挪亞方舟側視

馬灣公園（英語：Ma Wan Park），前稱馬灣主題公園，是一座位於香港新界馬灣的主題公園，由新鴻基地產興建及營運。馬灣公園佔地約1,869,700平方呎，第一期大自然公園已於2007年7月1日正式開幕而其餘部份則於2009年5月啟用；第二期則於2024年啟用。

## 歷史

### 圍封式主題公園

#### 1994年
- 新鴻基地產向城規會遞交申請編號A/MWI/3的總綱發展藍圖，藍圖顯示馬灣公園是一個設有多種機動遊戲的「國際風格」圍封式主題公園。公園包括「南中國海村落」、「舊香港」、「新香港」、「自然生態公園」及「兒童歷險樂園」共五個主題園區及附設的康樂和展覽設施，四周以圍欄分隔而遊客須付款入場[1]

#### 1997年
- 6月 — 新鴻基地產與香港政府簽訂協議以換地形式取得發展珀麗灣的整塊用地。根據協議馬灣公園預算投資額約為8億港元，會從珀麗灣項目的補地價中扣除。若馬灣公園最終造價低於8億港元，新鴻基地產須把差價連同利息歸還予香港政府[2]。根據批地條款，馬灣公園第一期需於2006年6月17日前完工，第二期最快需在2012年落成[3]
- 11月 — 新鴻基地產向城規會遞交申請編號A/MWI/9的總綱發展藍圖，把馬灣公園改為設「南中國海村落」、「老香港」、「自然公園」、「兒童歷險世界」、「博物館」、「動物園」、「劇院」、「展覽中心」主題園區的圍封式主題公園

#### 1999年
- 新鴻基地產再次更改馬灣公園設計，新鴻基地產向城規會遞交申請編號A/I-MWI/14的總綱發展藍圖顯示馬灣公園改為設「南中國海村落」、「老香港」、「自然公園」、「兒童世界」、「娛樂場所」、「博物館」主題園區的圍封式主題公園[4]

#### 2001年
- 珀麗灣進行宣傳工作時曾以馬灣主題公園作賣點

### 挪亞方舟

#### 2003年
- 新鴻基地產以香港迪士尼樂園度假區興建、減少砍伐樹木及保留馬灣舊村風貌為由把馬灣公園主題改為「香港大自然」，新主題下公園將着重保留和翻新馬灣舊村的建築物及保護自然環境。根據申請編號A/I-MWI/27總綱發展藍圖，公園發展將分為第一期及第二期：第一期設「大自然公園」、「挪亞方舟」及「太陽館」；第二期為重修馬灣舊村，包括用作商店、食肆、藝術村、園林靜休處及短期住宿用途。由於計劃改變所以必須修改總綱發展藍圖，第一期完工日期獲香港政府批准由2006年6月延至2008年12月底

#### 2005年
- 新鴻基地產正式宣佈動工興建馬灣公園第一期

#### 2007年
- 7月1日 — 屬馬灣公園第一期的大自然公園正式開幕

#### 2008年
- 7月 — 香港政府表示會與新鴻基地產就馬灣公園簽署補充協議和管理協議，兩份主要協議內容包括於馬灣公園第一期落成時新地須向政府繳付從珀麗灣項目補地價中扣除用作興建馬灣公園但未支用的結餘款項及利息；成立一個10人諮詢委員會讓公眾人士參與馬灣公園的管理和營運提供意見，香港政府及新鴻基地產分別有權提名4名及2名成員；政府可提名5名董事進入馬灣公園有限公司的10人董事會；馬灣公園有限公司將成立一項儲備金供維修、保養及改善馬灣公園之用，每個7年財政期完結時任何經扣除合理營運成本的盈餘將放入儲備金內，若有任何赤字將由新鴻基地產自費承擔有關的虧損。於馬灣公園批地契約的21年年期屆滿時，新鴻基地產需將最終的儲備金結餘（若是正數）交回香港政府[5]

#### 2009年
- 5月25日 — 屬馬灣公園第一期的挪亞方舟正式開幕[6][7]

#### 2012年
- 7月1日 — 屬馬灣公園第一期的太陽館正式開幕[8]

#### 2014年
- 新鴻基地產董事局聯席主席兼董事總經理郭炳江於許仕仁案審訊期間作供時表示在構思馬灣公園時曾與華特迪士尼公司商討於馬灣興建迪士尼樂園，但華特迪士尼公司認為馬灣地皮太小而未能成事。及後他親自帶同華特迪士尼公司高層與時任行政長官董建華、時任政務司司長陳方安生及時任財政司司長曾蔭權會面商討在香港建園可能性，他指香港政府極歡迎華特迪士尼公司的建議。雙方更一拍即合並落實在香港建園，但香港政府表明計劃僅是香港政府與華特迪士尼公司之間合作而新鴻基地產不能參與其中。郭炳江明白原先圍封式主題公園計劃無法與迪士尼匹敵，故於2003年更改設計成為「挪亞方舟」

#### 2018年
- 8月 — 蘋果日報翻查馬灣公園有限公司在公司註冊處資料後發現董事名單一直只有新鴻基地產高層，揭發香港政府一直未有按2008年簽署的協議委派成員加入馬灣公園有限公司董事局
- 11月 — 香港理工大學賽馬會社會創新設計院提倡於馬灣公園第二期用地興建過渡性房屋，前規劃署署長、理大社會創新設計院總監凌嘉勤表示馬灣公園第二期用地可提供最多過渡性房屋有助於增加房屋供應。他強調馬灣公園第二期用地是合適選址，因馬灣公園第一期竣工後二期被擱置發展近20年，故不應繼續實行多年前制定把馬灣塑造成旅遊及零售地方的計劃而應按社會現時對房屋需求而加以善用土地[9]

#### 2019年
- 新鴻基地產把屬馬灣公園第一期的活動中心連同屬第二期的蝴蝶館和陶瓷館批予一宗教制服團體[10]

#### 2020年
- 專頁TourisMan.hk先後揭發香港政府一直未與新鴻基地產就馬灣公園簽訂於2008年提出的兩份協議和把馬灣公園用地批予馬灣公園有限公司使用[11] [12]

#### 2021年
- 3月31日 — 香港政府公佈已簽立批地文件以象徵式地價批地予馬灣公園有限公司發展及營運馬灣公園二期，亦已與新鴻基地產簽立一份補充協議和一份管理協議為確保馬灣公園第二期能按時落成及整個馬灣公園得到良好管理。 整幅馬灣公園用地會以單一批地批予馬灣公園有限公司，批地日期追溯至2008年12月31日（第一期主要設施開始營運之日）而批地期限至2029年12月30日。新鴻基地產須在批地日期起計3年內完成和開始運作馬灣公園二期，並最多可動用5,735萬元興建馬灣公園二期[13]

## 發展計劃
馬灣公園分為兩期興建。第一期耗資逾4億港元，佔地約20公頃，主要以自然生態及保育環境為主題，設有以下設施：

### 挪亞方舟
挪亞方舟佔地27萬平方呎，樓高5層，包括多元的設施：

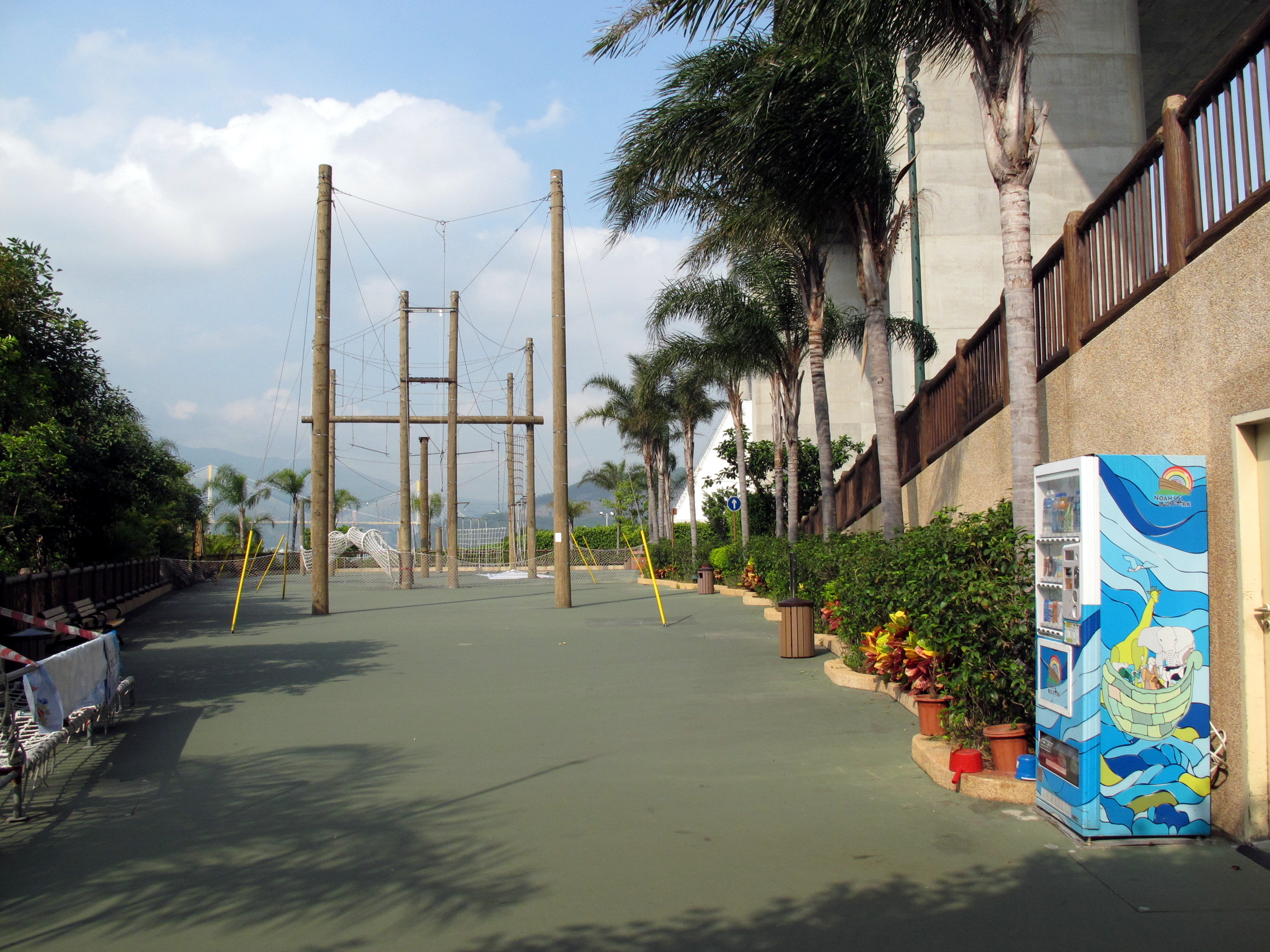
跨越奇園
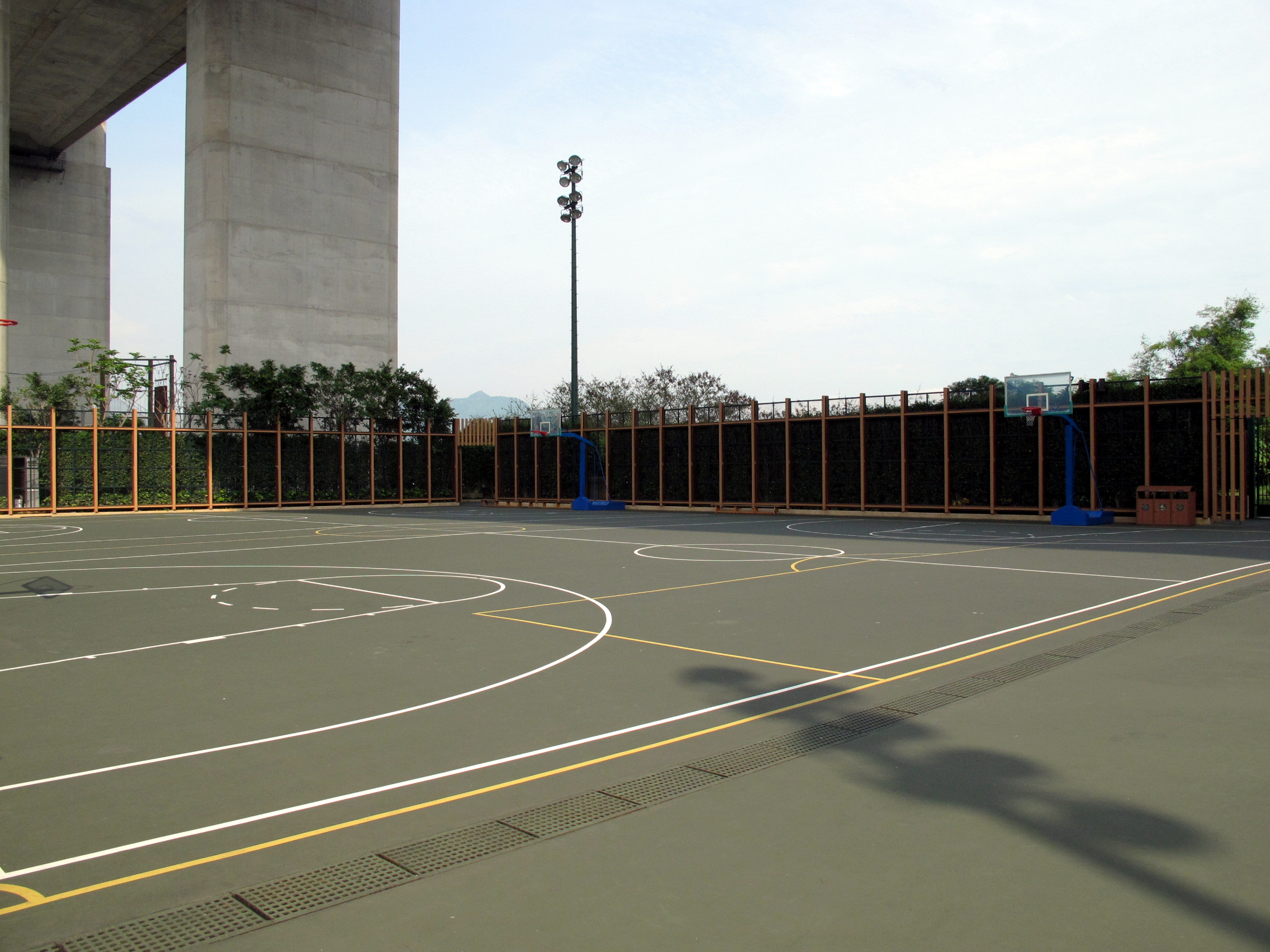
挪亞運動場

#### 地面層
方舟博覽館
博覽館帶遊客展開一趟震撼心靈的探索之旅，有機會親身接觸輻射龜、大嘴鳥、愛情鳥等雀鳥動物，更可穿梭以極珍貴動物和昆蟲組成的幻彩生命廊，解開大自然的奧秘。館內設主題性展覽，透過耳熟能詳的動物寓言故事精心設計仿真模型，藉此帶來正面及具啟發性的反思和啟示。
博覽館設有一個180度環迴影院，介紹聖經中有關挪亞方舟的故事，播放電影時會配合震動、閃光和風吹等效果，使觀眾有被洪水包圍的感覺。館內更展出一塊於阿根廷發現、重520公斤的太空隕石，屬本港曾展出的最巨型太空隕石，市民更可觸摸部分小隕石，體驗隕石質感；館內更放置一塊發現於土耳其亞拉臘山，可能是方舟遺骸的石化木，加上專業導賞，讓遊客多角度了解大自然。

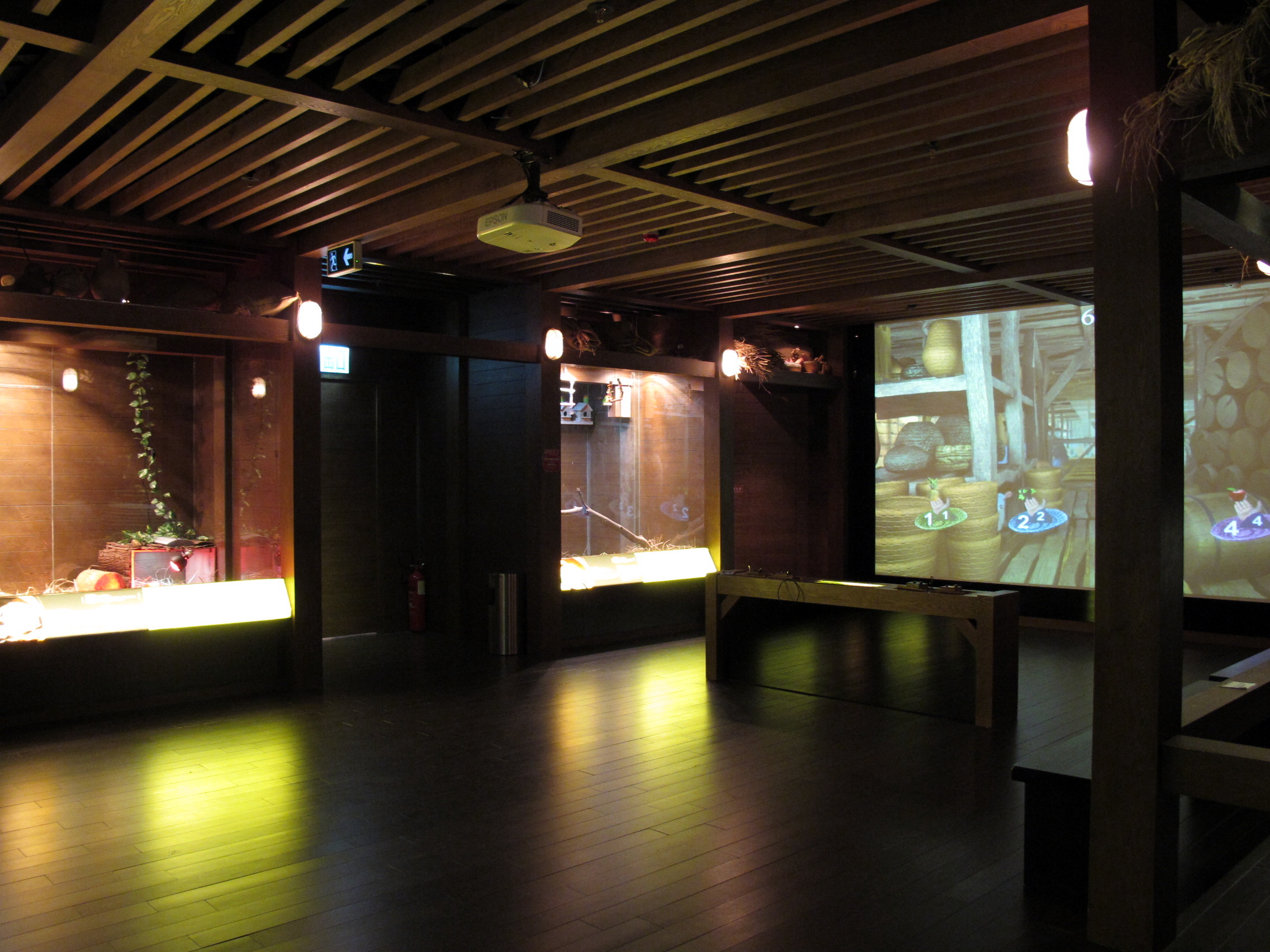
展示如何挪亞方舟起源
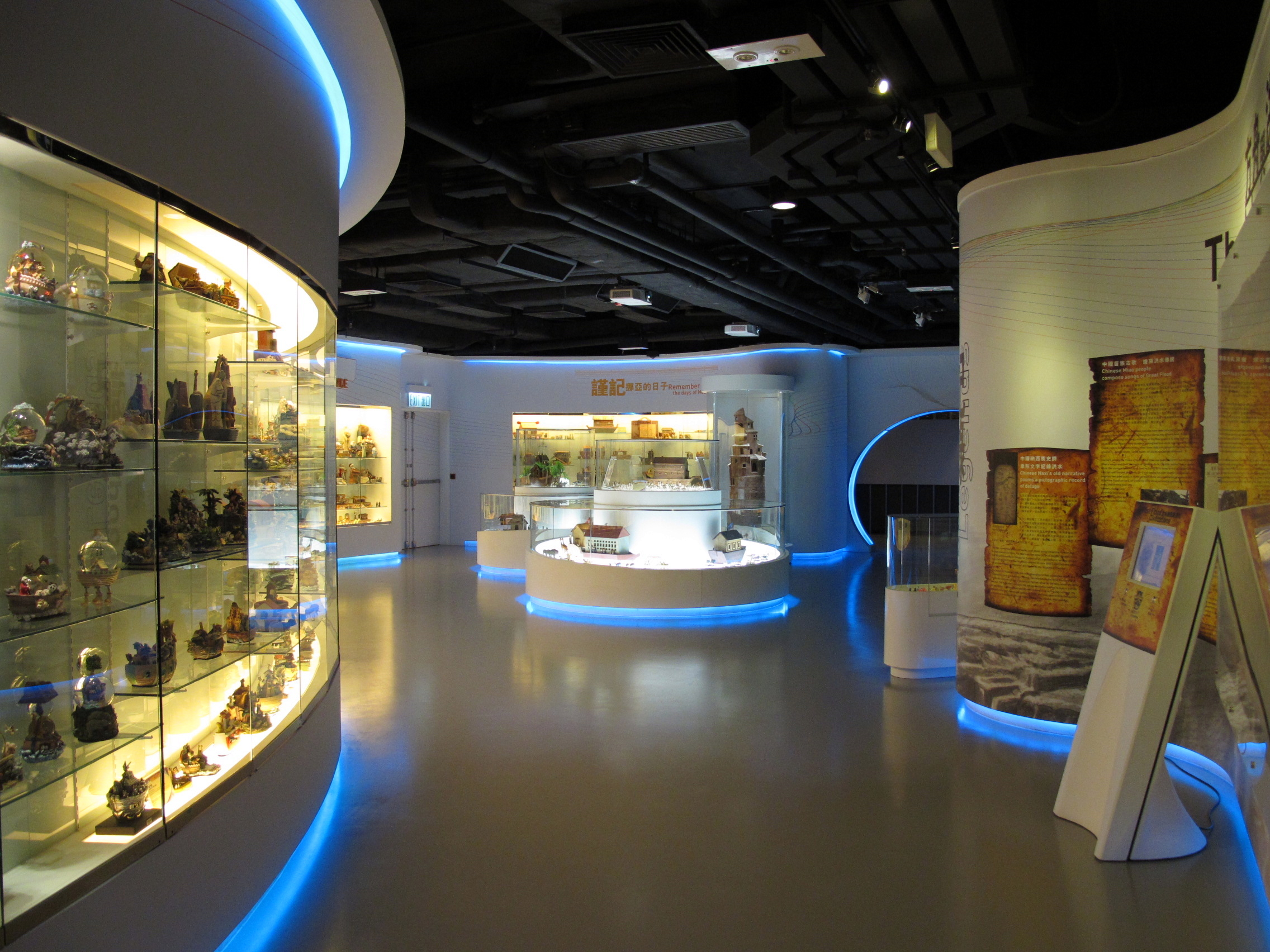
展示世界各地挪亞方舟的模型
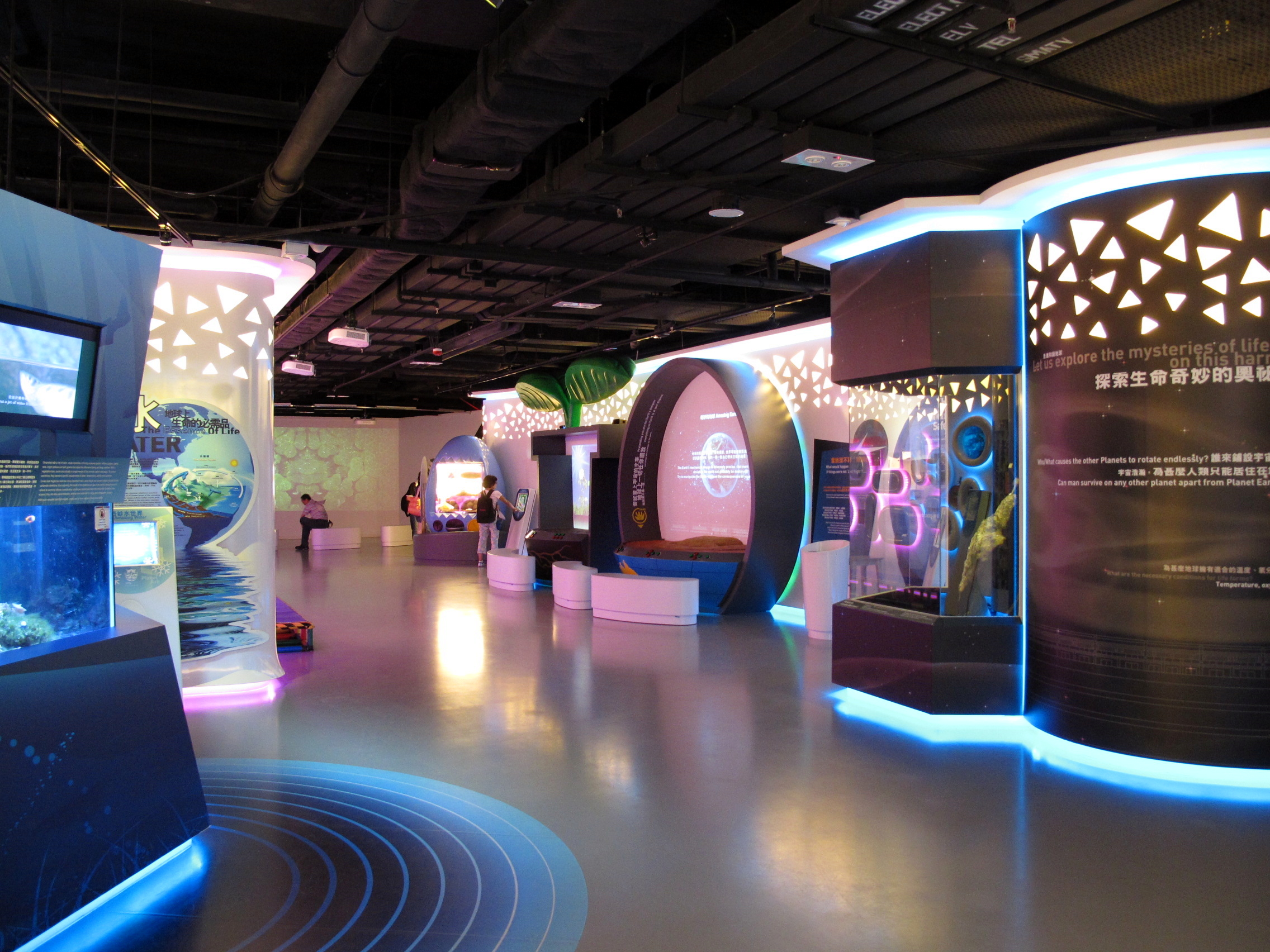
幻彩生命廊

#### 一樓
方舟生命教育館
挪亞方舟生命教育館佔地超過8,000平方呎，為全港首間以「生命教育」為題的互動學習場館。館內精心設計了一系列以 生命教育為主題的體驗性活動，讓到訪者從遊戲及歡樂之中，思考與感受不同向度的生 命教育主題。　
館內活動着重活動簡介（Briefing）、體驗（Experience）及事後解說（Debriefing）三個環節，讓不同年齡及國家的到訪者在遊戲中學習，從玩耍中反思，重拾繁忙生活中早已遺忘的快樂片段。
到訪者可於場館中感受到不一樣的遊樂學習（Edutainment）體驗，讓他們從活動及歡樂之中，明白「生命是一份珍貴的禮物」的訊息。多項體驗包括「大難淋頭」，參加者要面對不同的選擇，在未知的情況下，難以預計未來將會有甚麼事發生，在經歷此困難及不安的時刻後，才會發現這份禮物的重要。另外，「倒數三十秒」透過短片讓參加者經歷別離，感受人生最後的三十秒，留下最後的說話。

#### 二樓
神舟聖殿
位於二樓南翼的「特別展館」播放特技影片帶領觀眾飛越時空，進入一幕幕效果逼真的歷史場景之中，締造前所未有的視覺體驗，包括以三面螢幕組成的影院播放動畫《萬世巨星》、動感壁畫「伊甸之路」、以色列人過紅海情景以特別科技化成的「雲火傳奇動漫Show」等。
展館亦展出多件金碧輝煌的聖物，以及多本維多利亞時期的華麗家族聖經等，全是宗教文化與藝術的結晶。
珍愛地球館
位於二樓北翼的珍愛地球館，設有15間主題館，提供富趣味的互動學習活動，透過天文地理、歷史藝術等主題，把多元智能融入各種觀察、思索、實踐活動中，培養出主動學習和終身學習的態度和技能。
各主題館都充滿特色，在考古探索館中，展品包括恐龍頭骨化石複製件及考古文物等，參加者可變身考古人員，在沙石池上挖掘恐龍化石。機械之都館則展出會說普通話及懂得歌唱的機器人，參與者亦可利用遙控系統，駕駛迷你車探索月球表面，從中學習機械操作原理。地球館館內的牆壁，為一幅連貫的手繪壁畫，記錄了由遠古到人類文明發展不同的階段，由古代的埃及金字塔、文藝復興時期的意大利比薩斜塔、北京國家體育場「鳥巢」等，讓參觀者了解不同時代的建築特色。

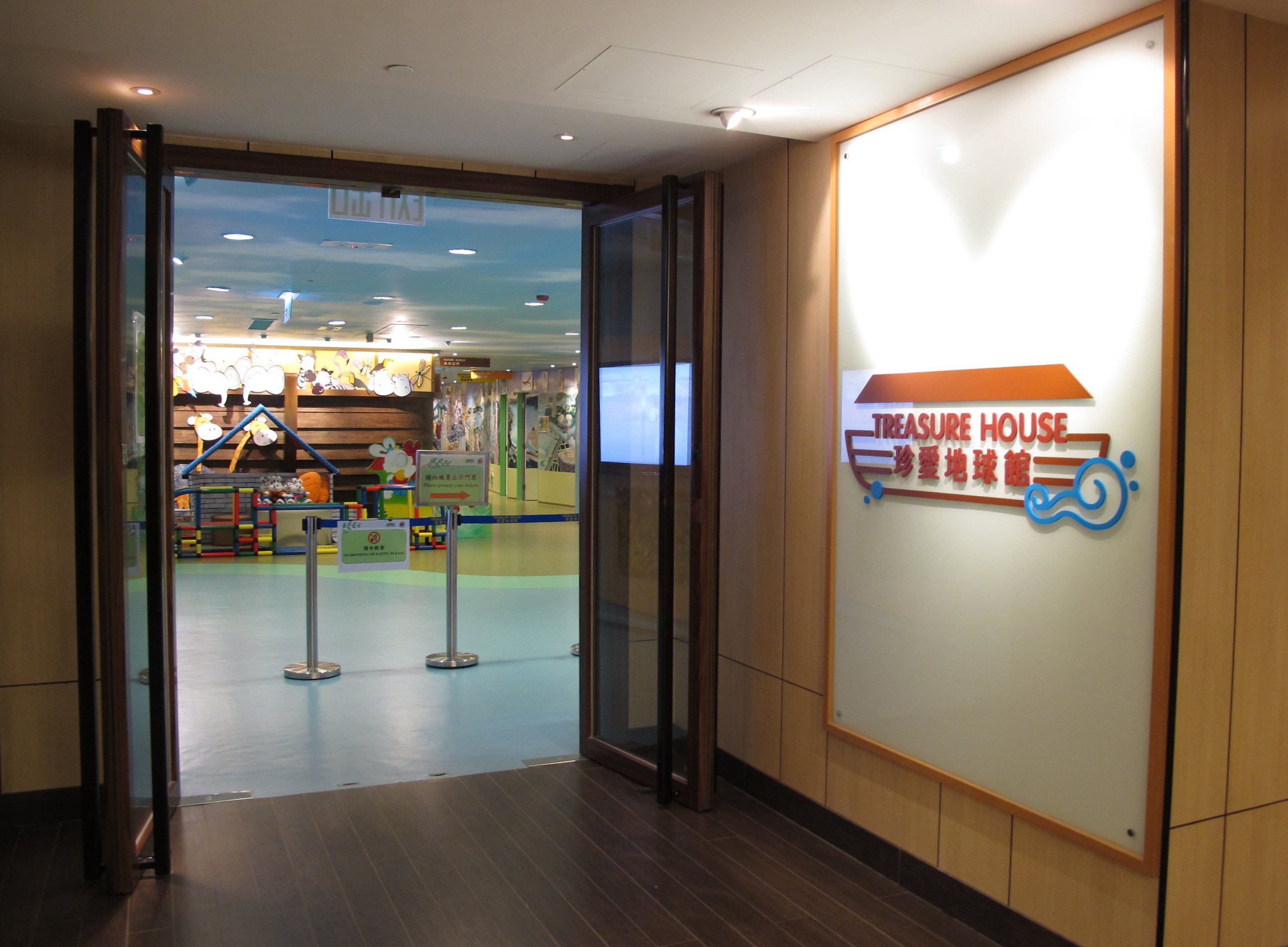
珍愛地球館入口
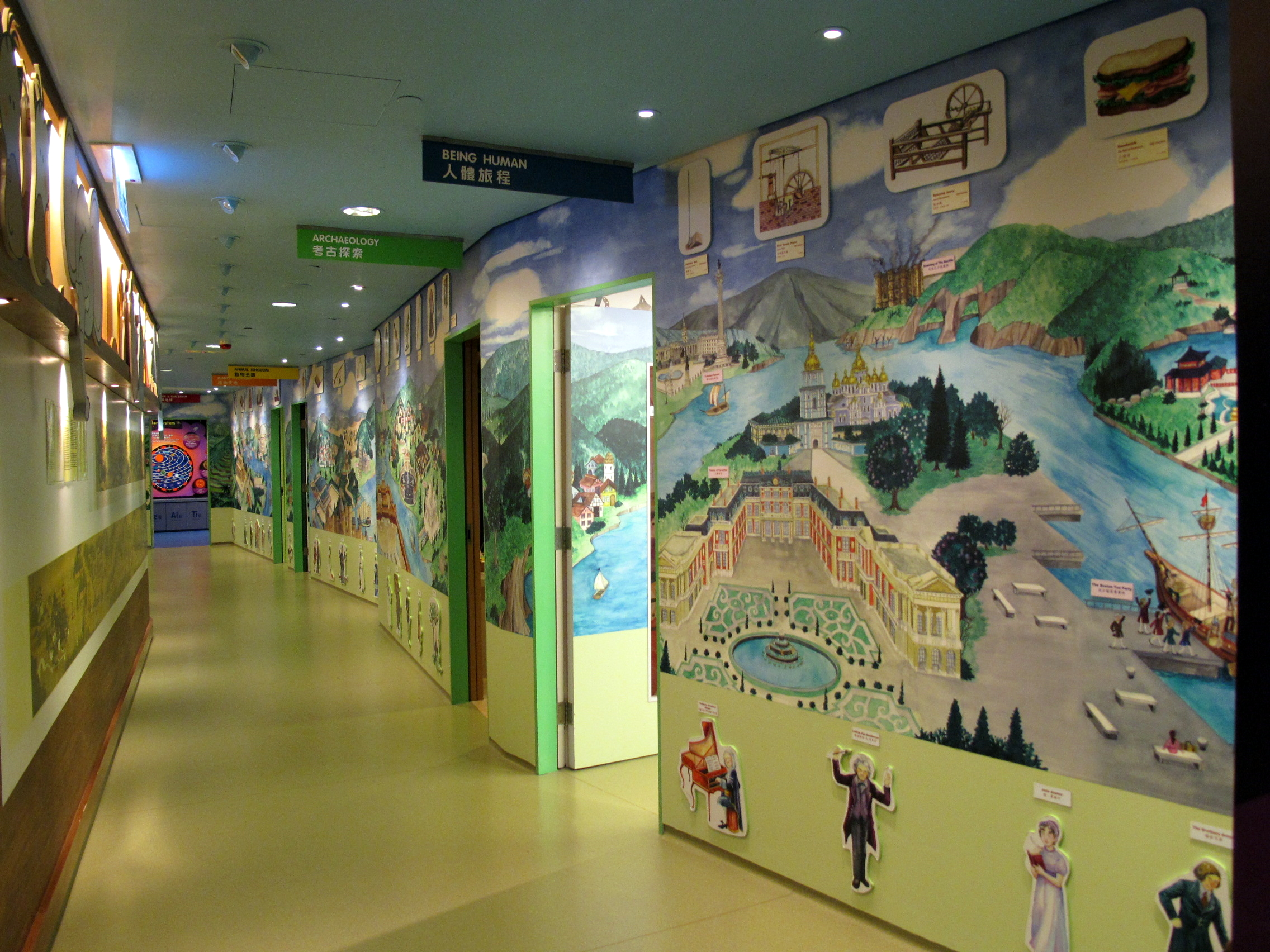
珍愛地球館內的通道
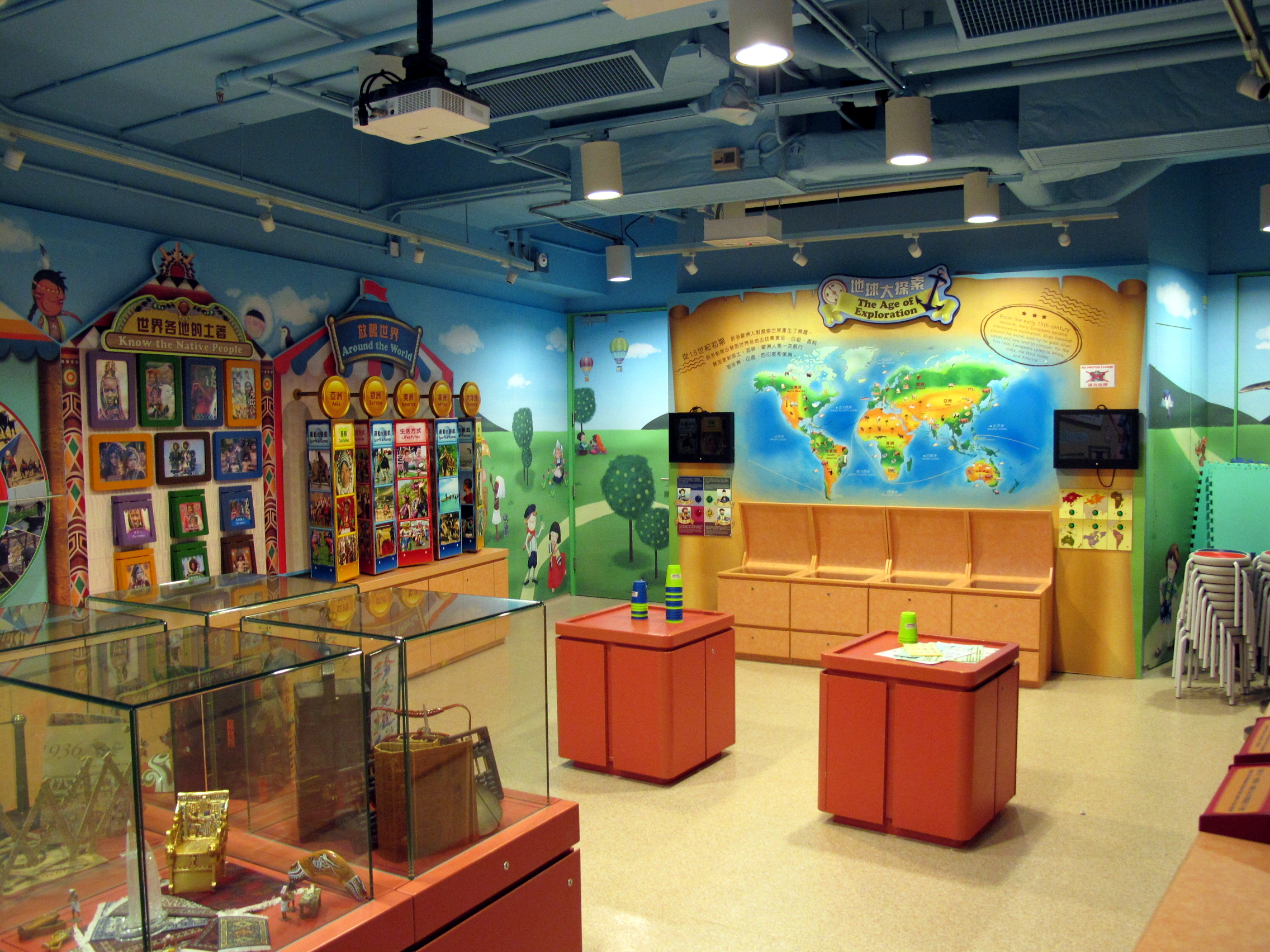
地球村
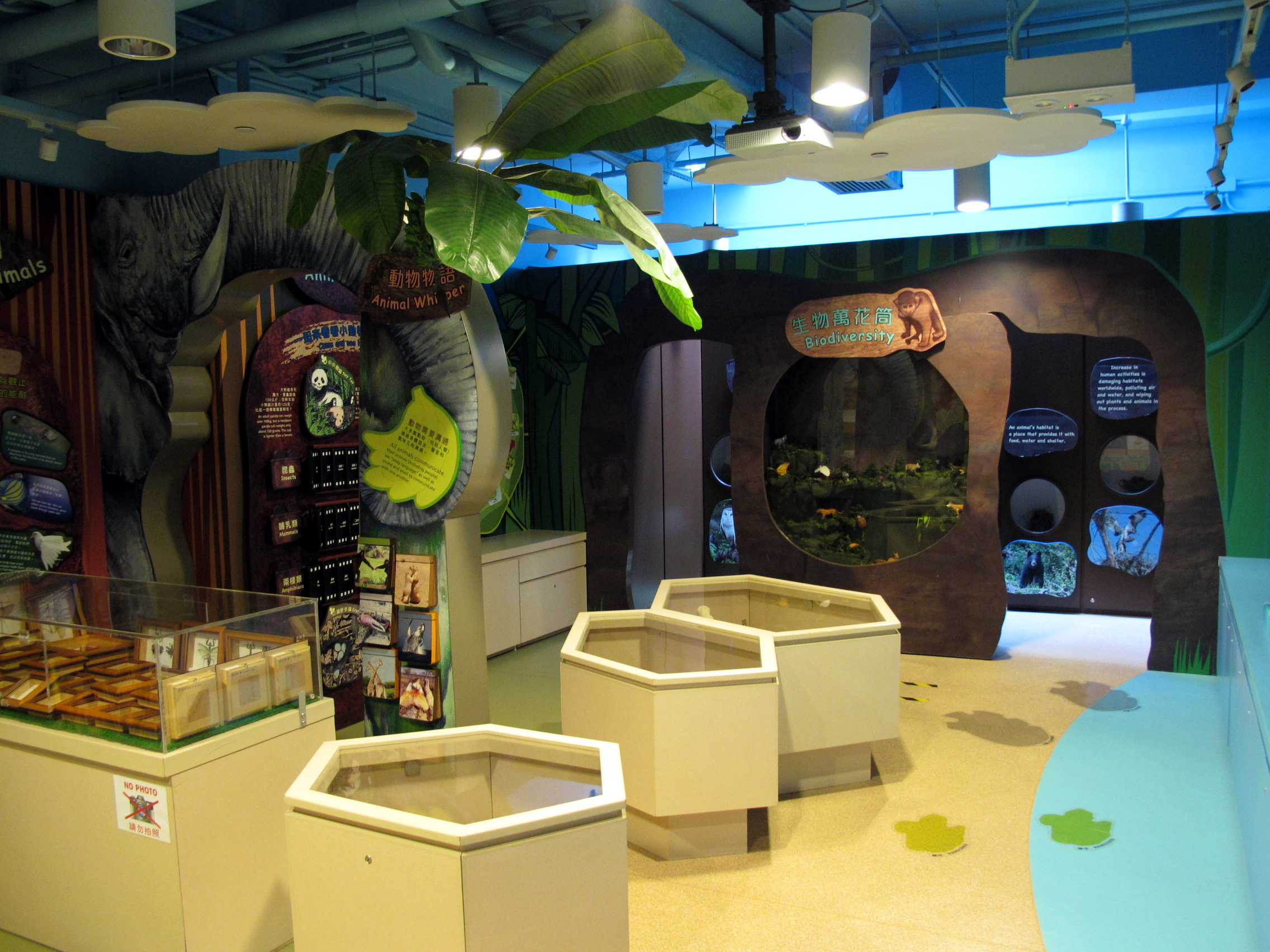
動物王國
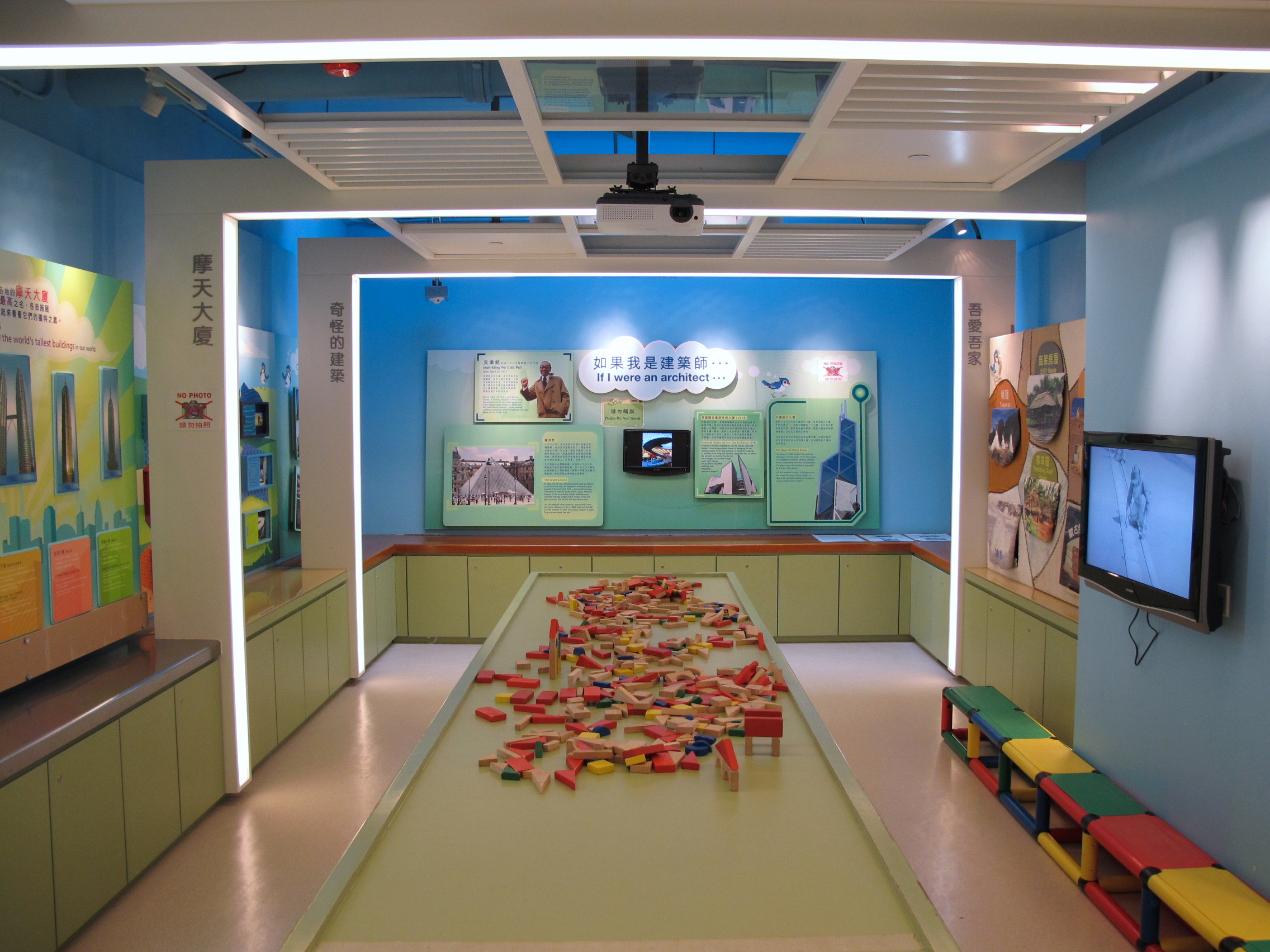
建築與我
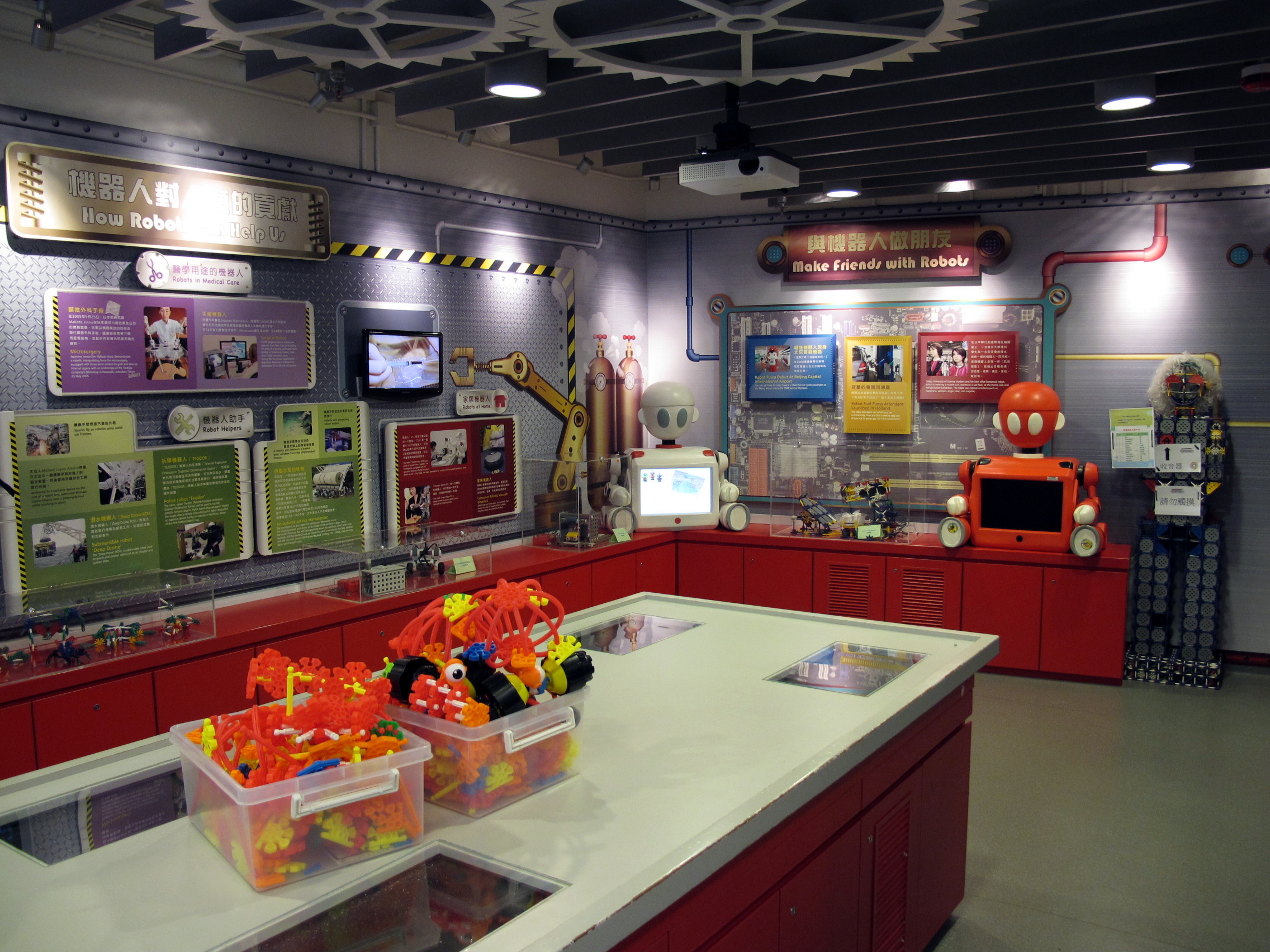
機械之都
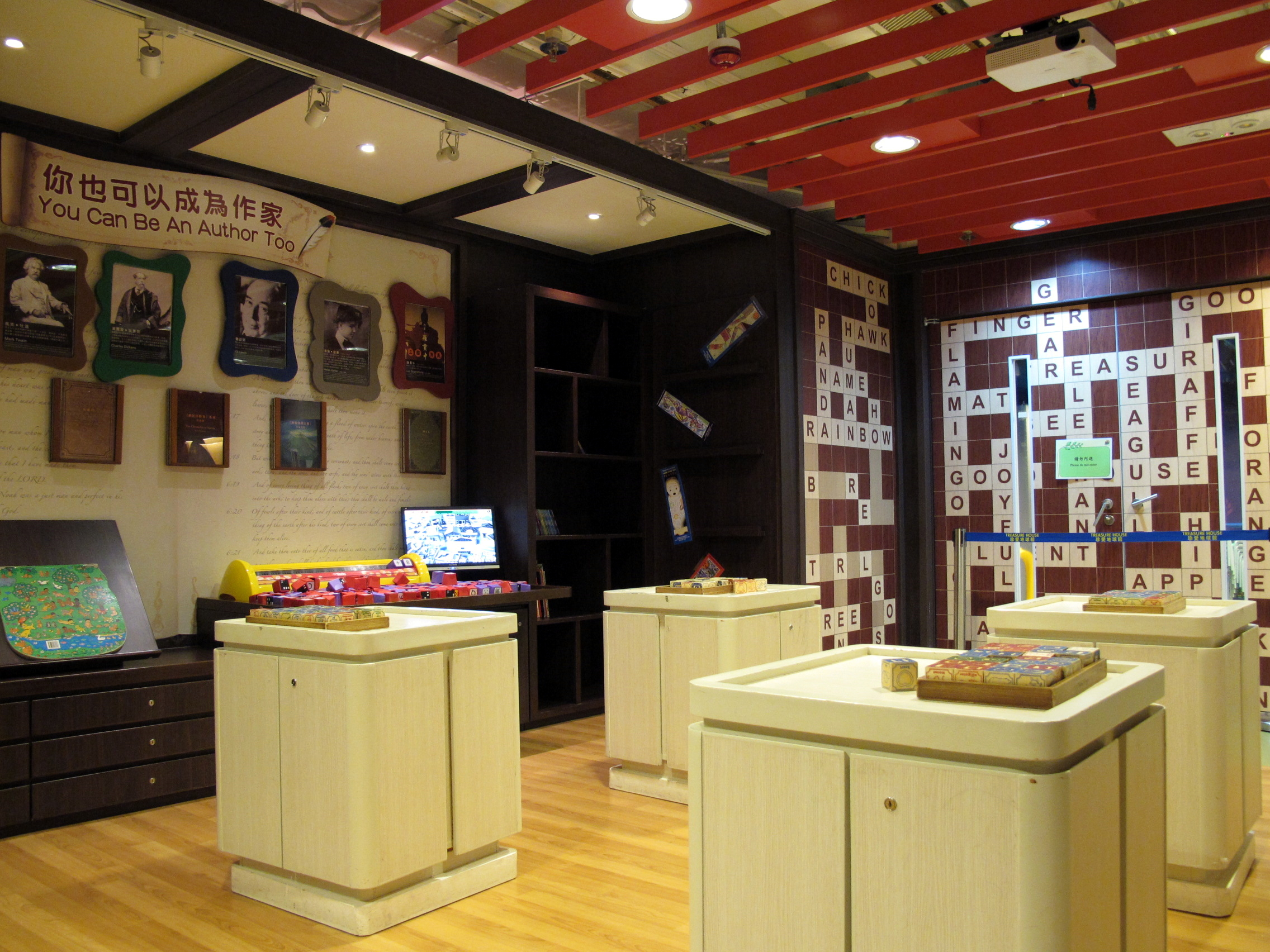
語言世界
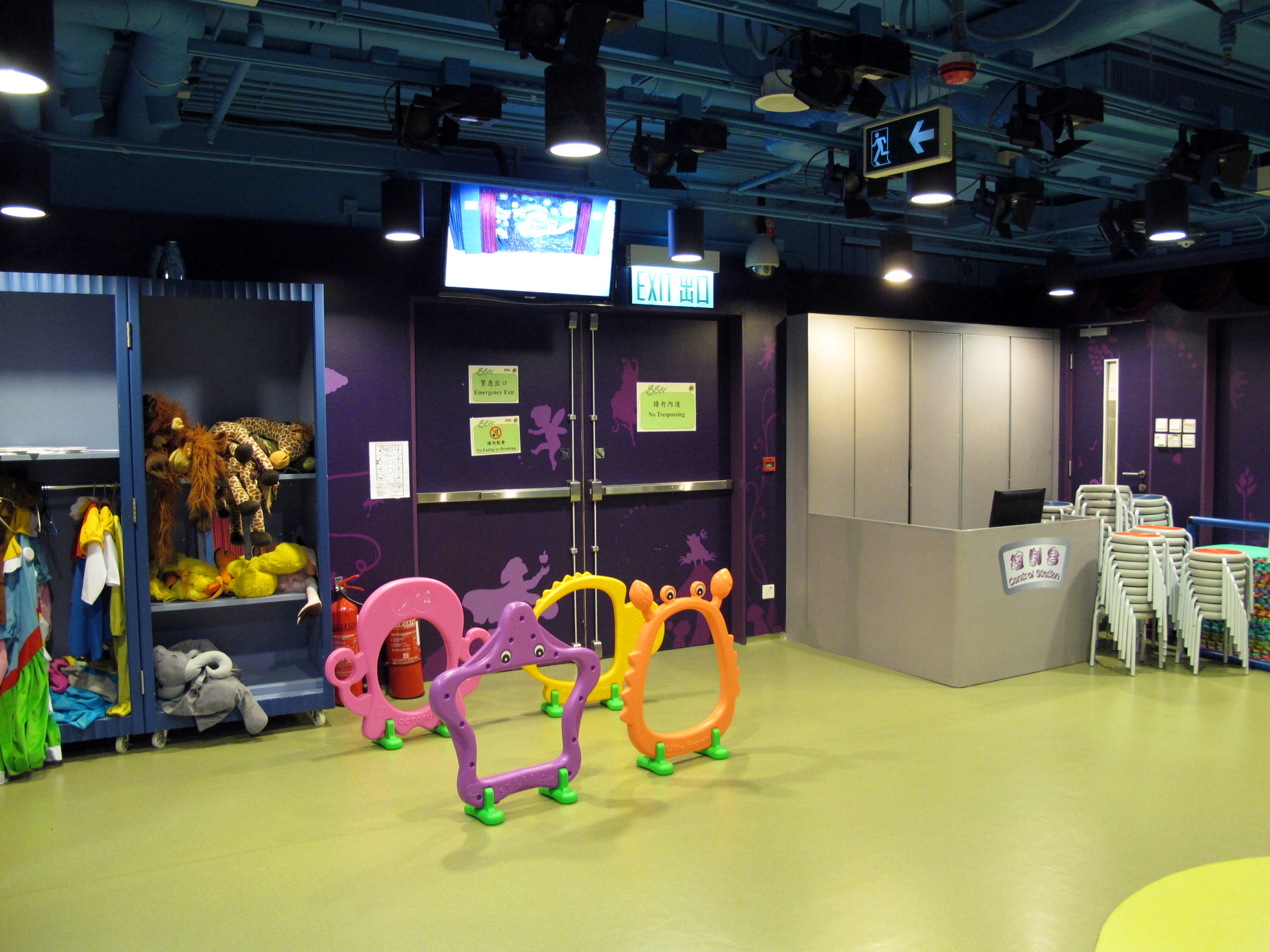
表演劇場
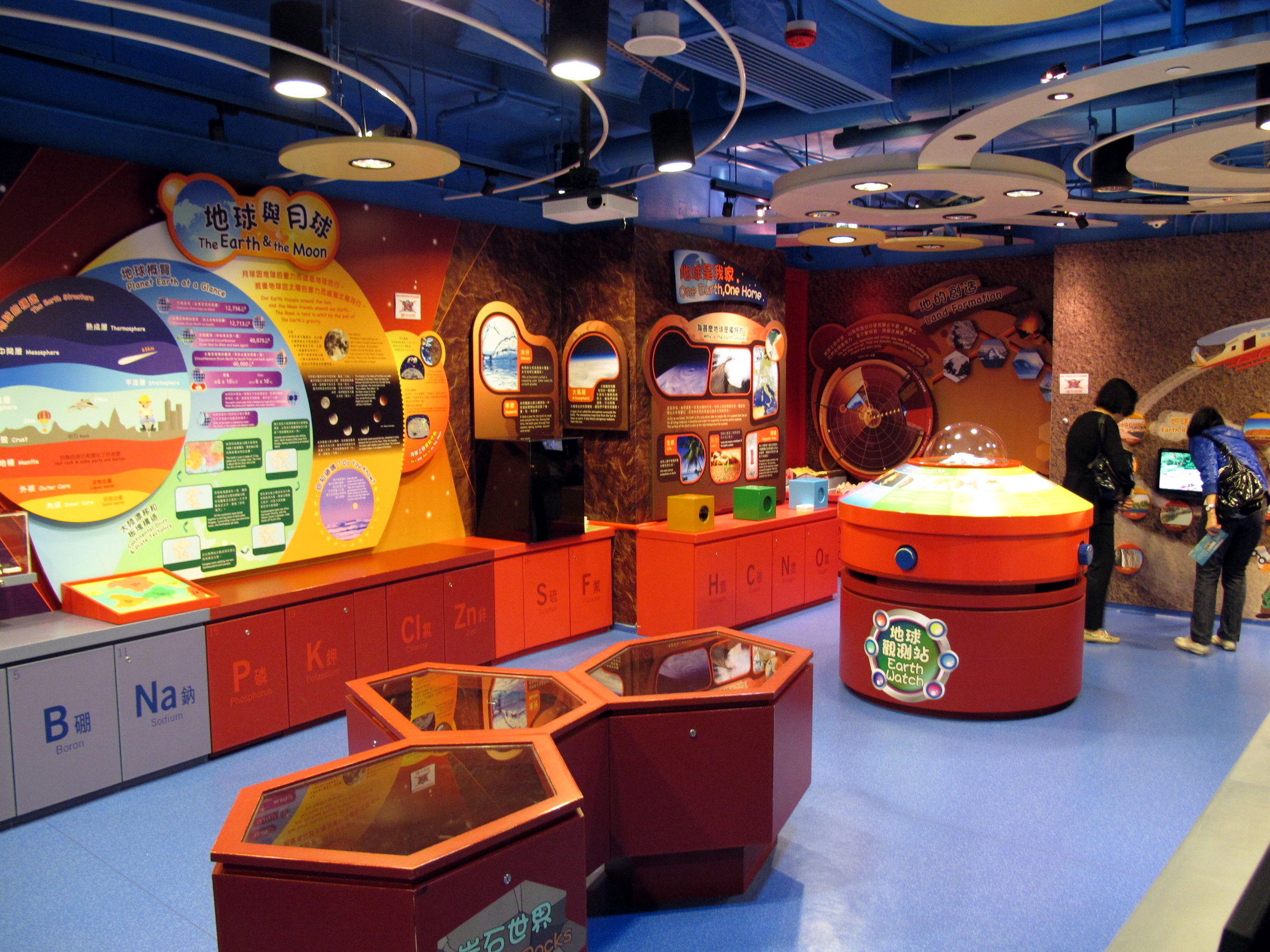
宇宙與地球
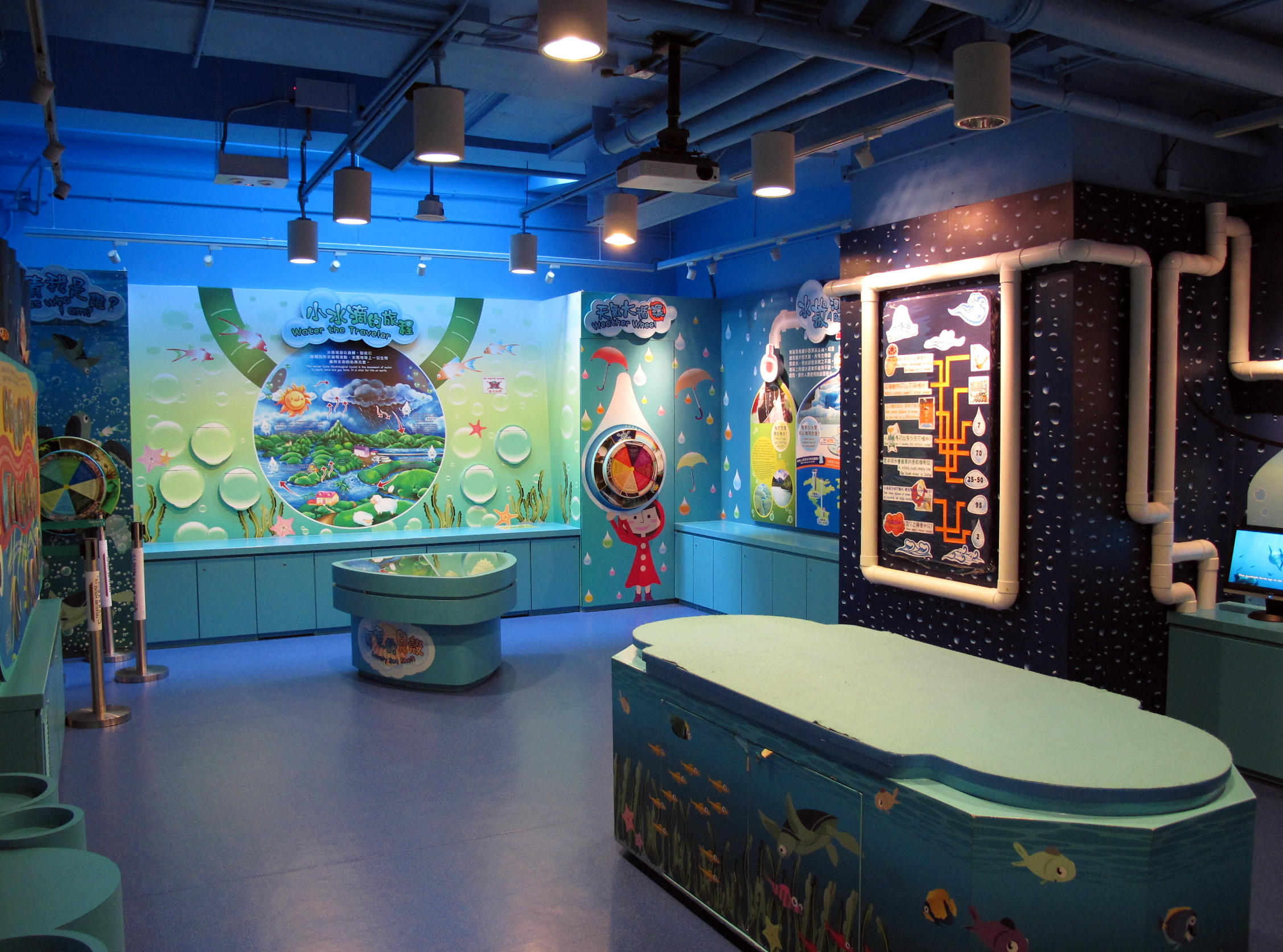
水的世界

#### 三樓
挪亞方舟度假酒店
酒店位於挪亞方舟的頂層，設豪華雙人房及四至八人房間，可與家人、朋友遠離煩囂，在旅程中體驗舒適寫意之旅。走進酒店內的豐盛閣餐廳，可一邊享受國際美食，一邊欣賞窗外青馬大橋和汀九橋的優美景致。酒店毗鄰馬灣東灣泳灘，更可漫步於沙灘上享受和煦的陽光。

### 方舟花園
方舟花園展出67對栩栩如生的動物雕塑，造型與實物相同，包括獅子、長頸鹿、大象、河馬等野生動物及部份稀有瀕危動物，將會在充滿綠意的方舟花園期待與您見面。可下載免費的《方舟動物物語》App，開啟內置的QR碼功能，掃描園內各動物雕塑的QR碼，可詳盡了解動物們的有趣行為及冷知識，猶如隨身攜帶的動物百科全書。

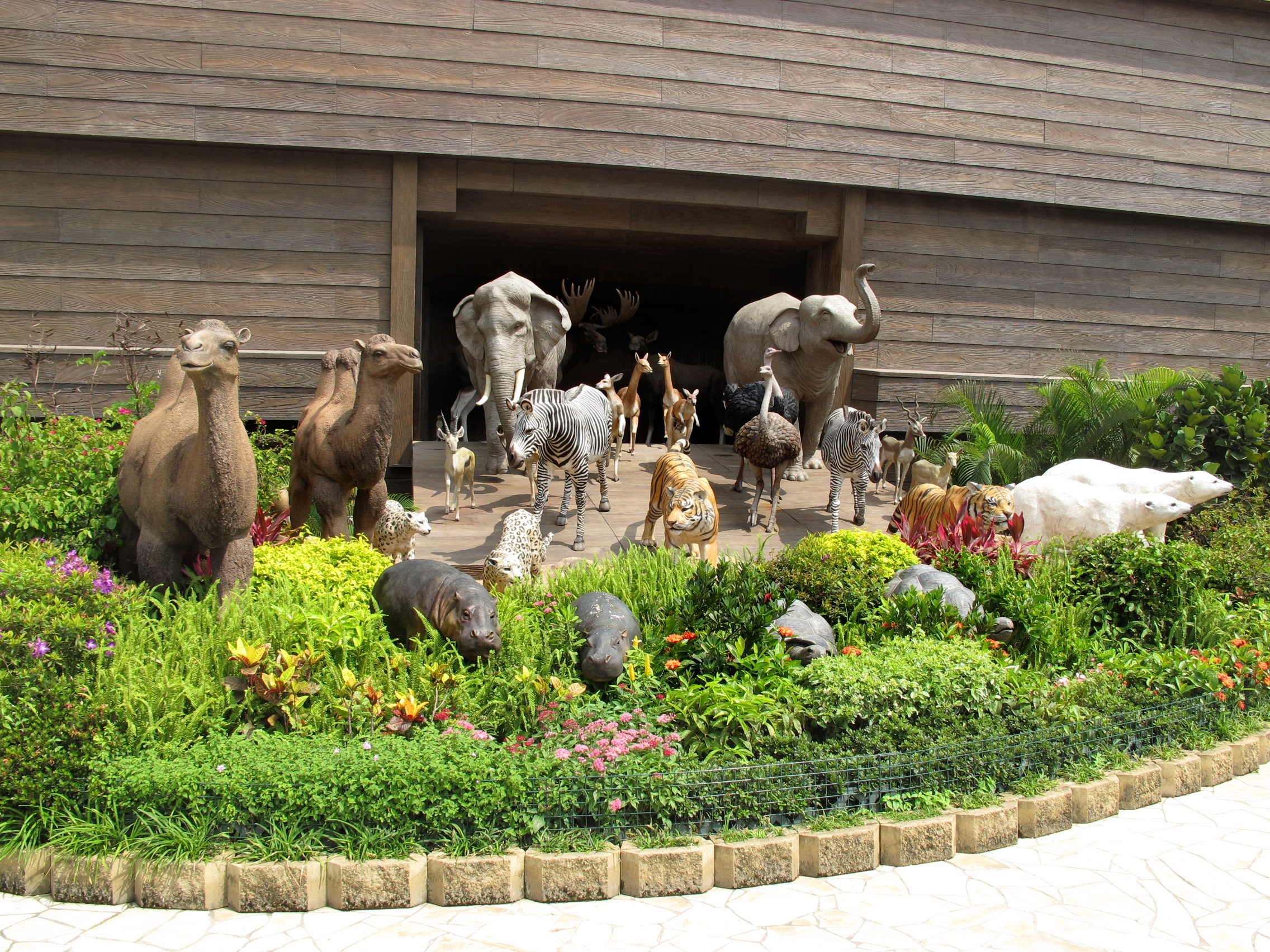
動物花園的擺設
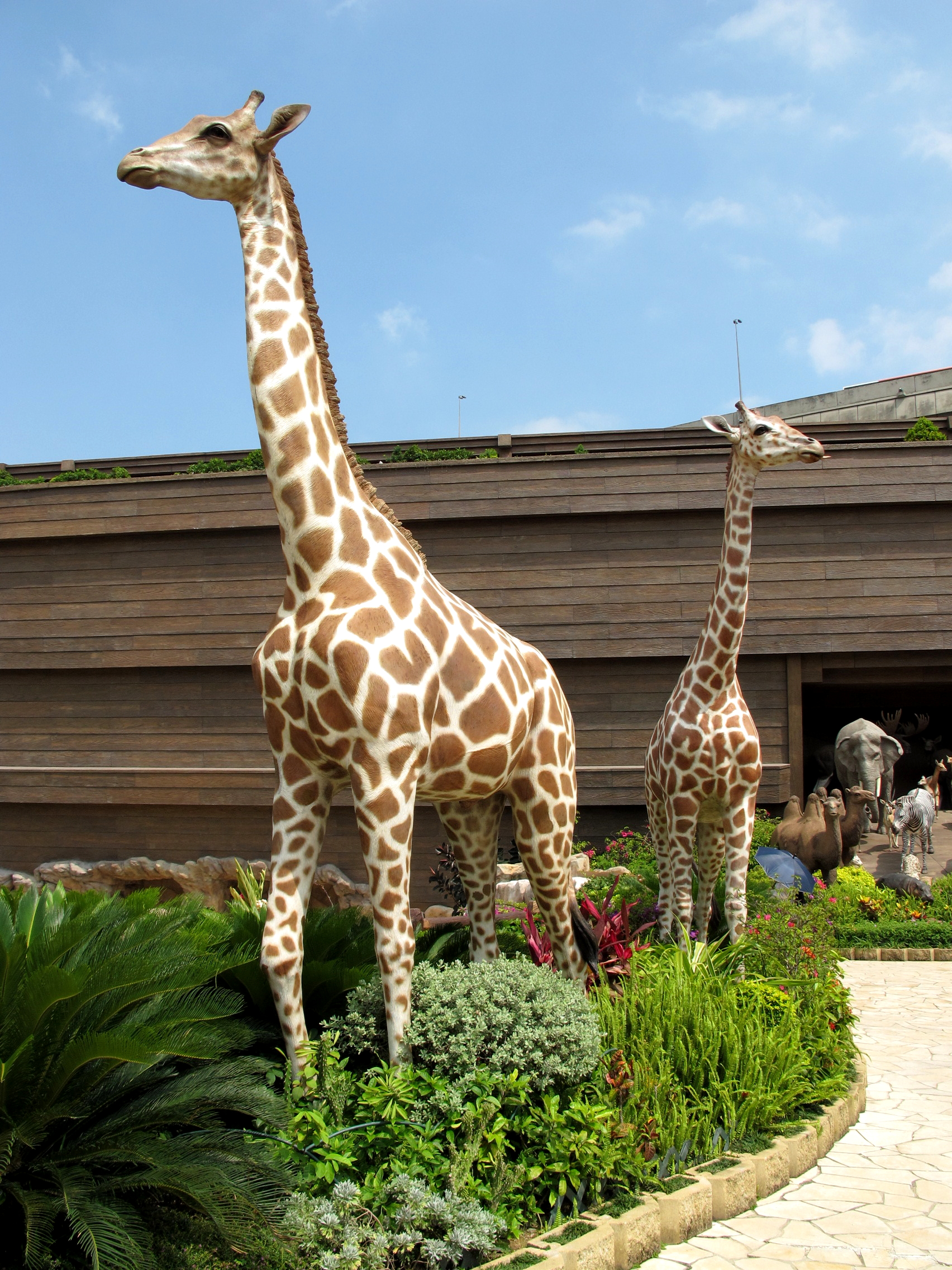
動物花園的長頸鹿
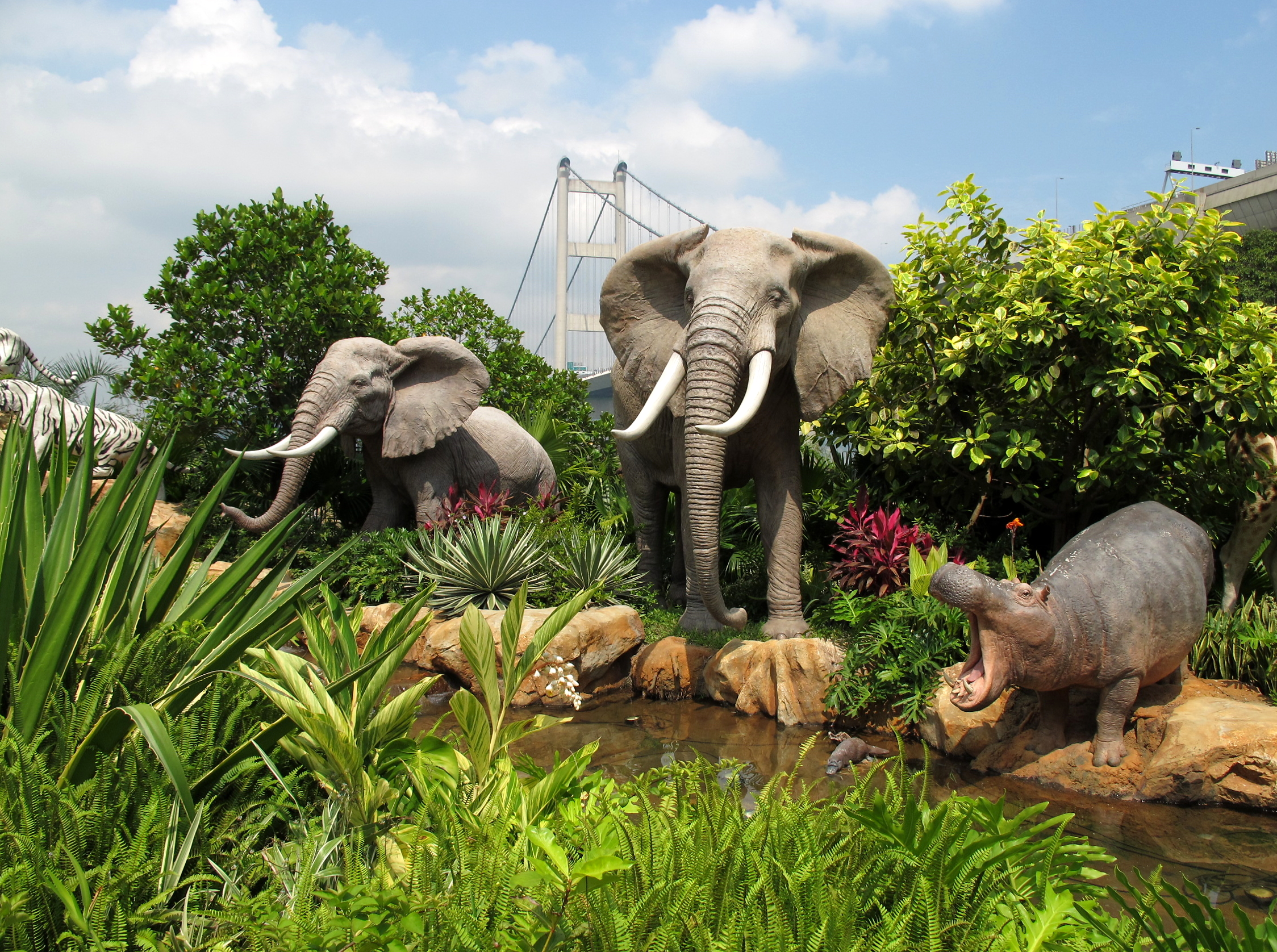
動物花園的大象

### 大自然公園

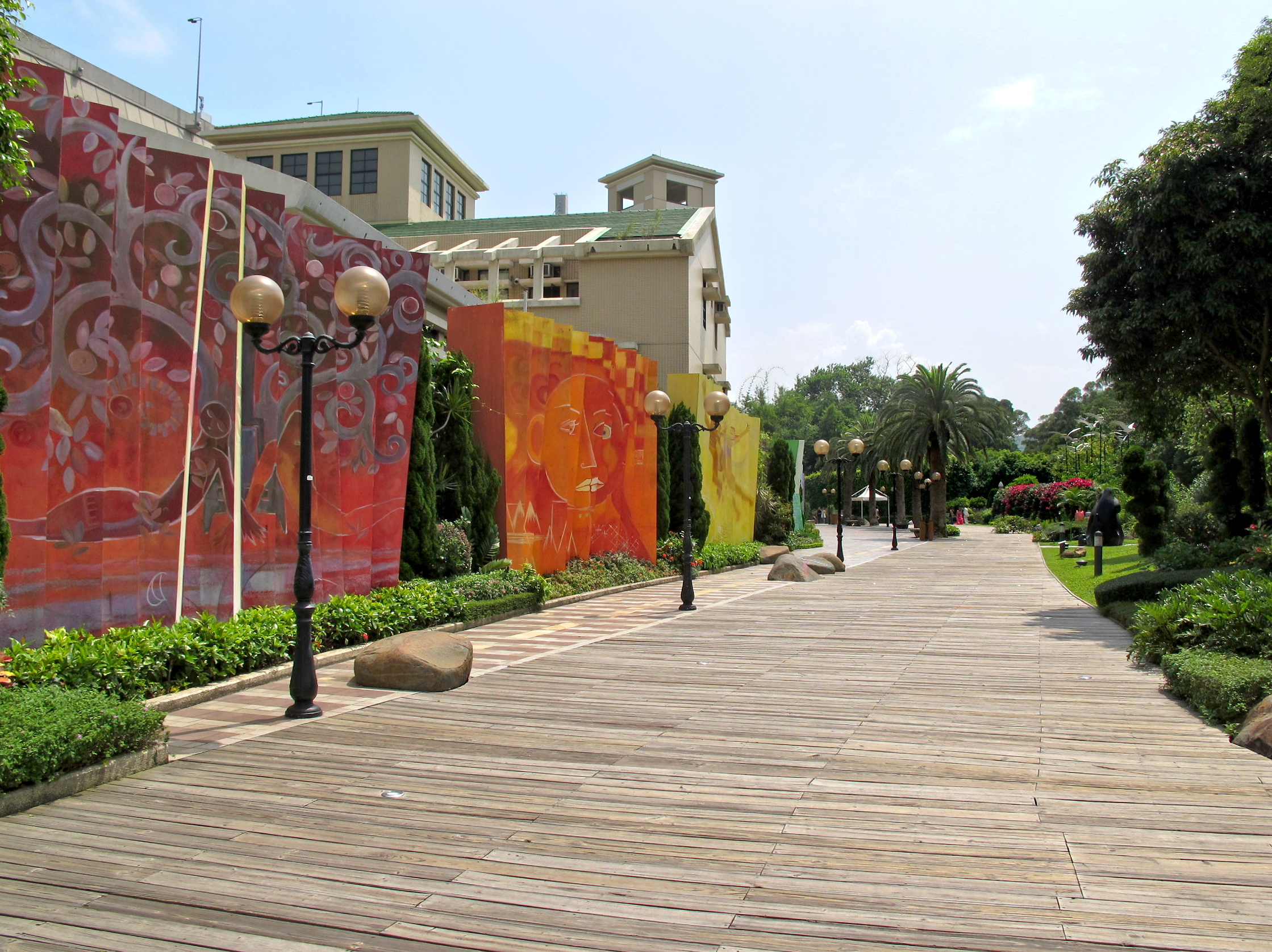
彩虹牆

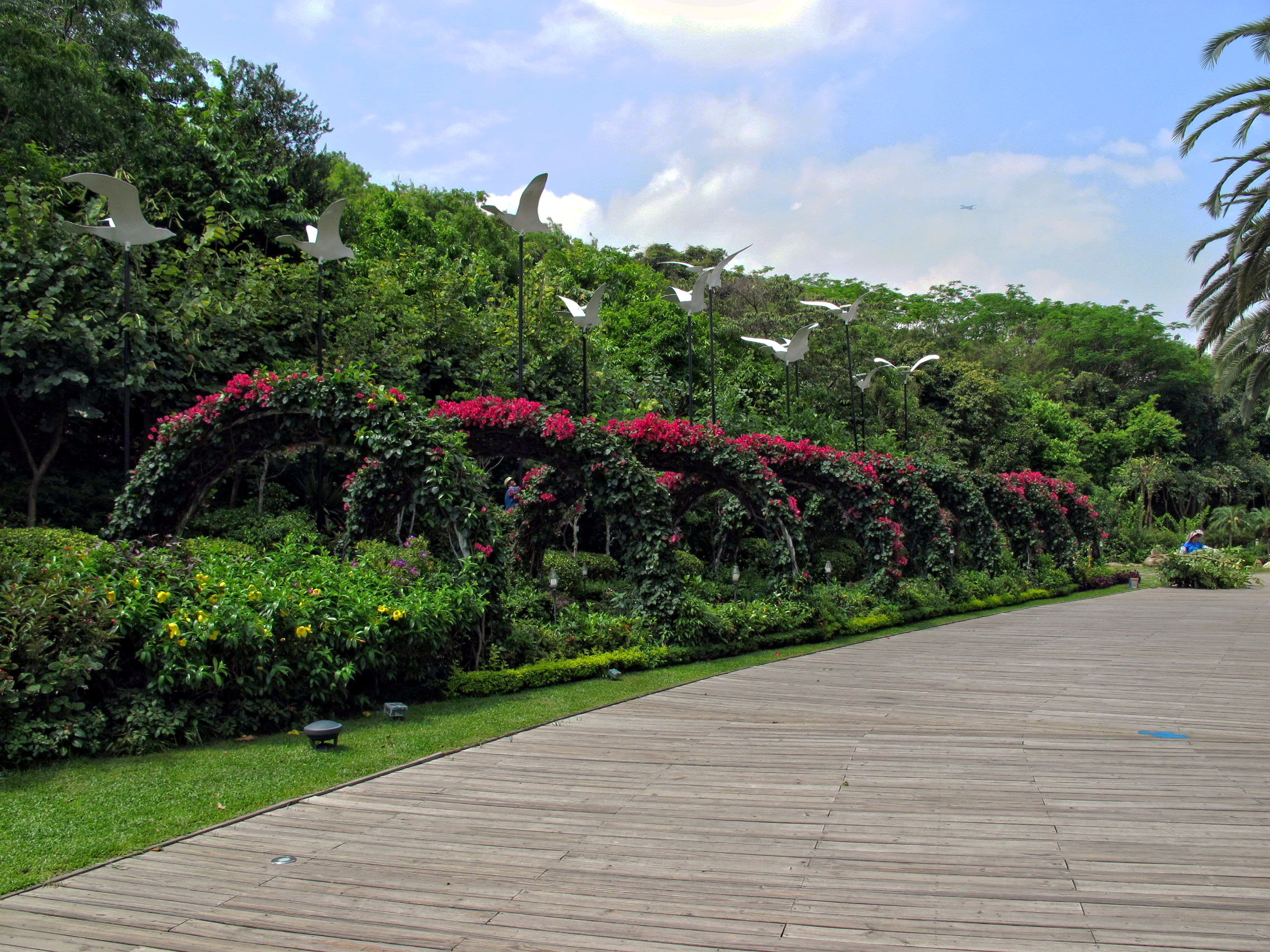
意中園

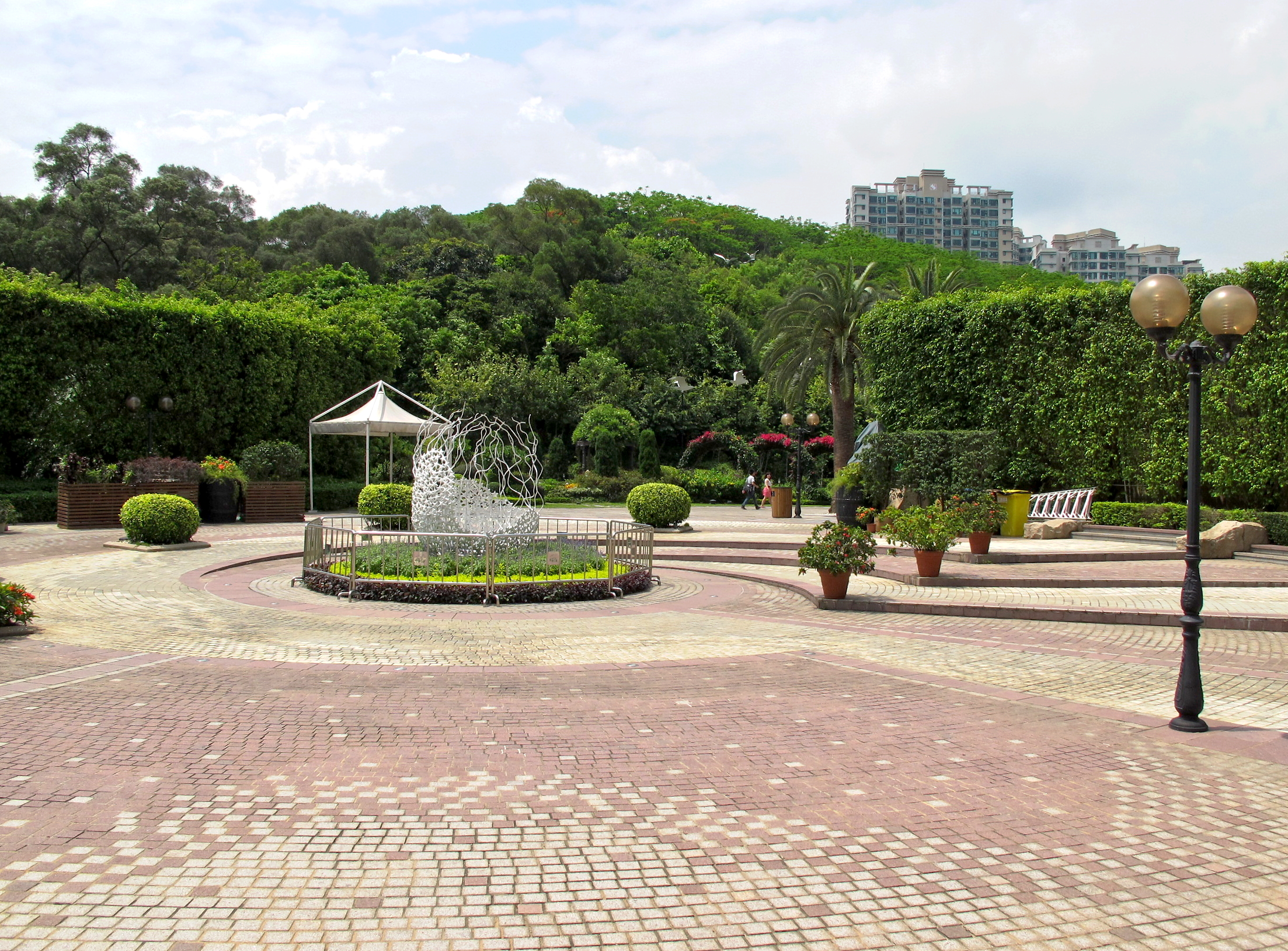
集合廣場

毗鄰挪亞方舟的大自然公園，結合自然、教育、藝術和愛為主題的綠化公園，小徑依山而建，保留了數千棵原生樹。園內設有古蹟館，展出馬灣珍貴出土文物，更有再生能源基地產生電力，同時收集研究數據及加強環保教育，推廣愛護地球的訊息。

#### 特色主題花園
這個設施在主題公園中央的山頭，由多個特色花園組成：
- 芒蕨園（Fern Garden）
- 野蘭園（Iris Garden）
- 杜鵑花園（Azalea Garden）
- 香港花園（Hong Kong Native Garden）
- 澳洲園（Australian Garden）
- 南美園（South American Garden）
- 太陽花園（Sunflower Garden）

每個花園各有自己的主題，以不同品種的樹木和花卉襯托出不同特色，組成一個大花圃。這公園已成為不少新婚夫婦的拍照熱點。

#### 太陽館

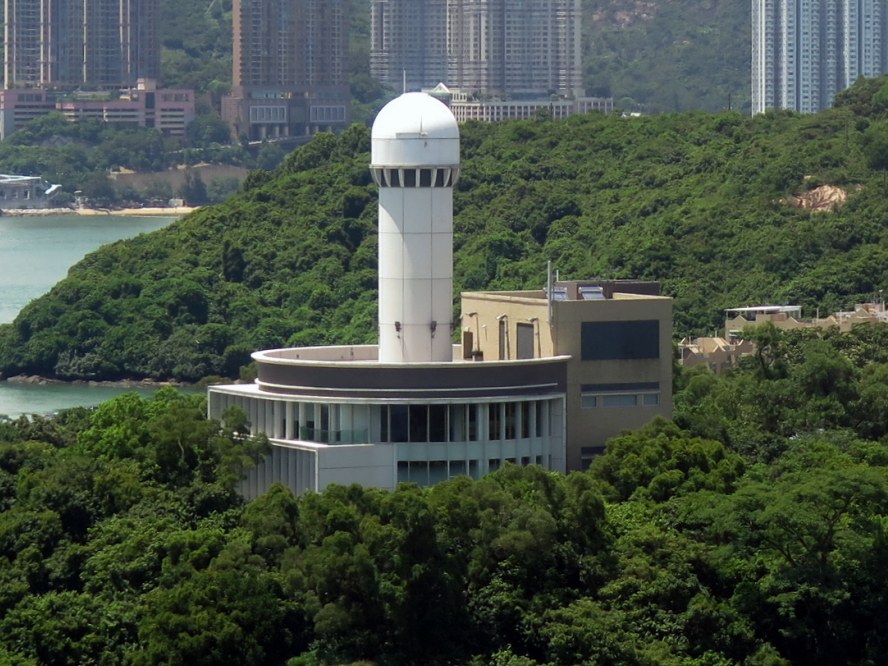
太陽館

太陽館備有全東南亞其中一座最大的民用真空太陽望遠鏡，直徑達350毫米，可實時觀察太陽表面。活動館內的展覽及3D影片帶你進入浩瀚宇宙，探索太陽及銀河系的奧秘，一眾天文學迷定不能錯過。

#### 其他設施

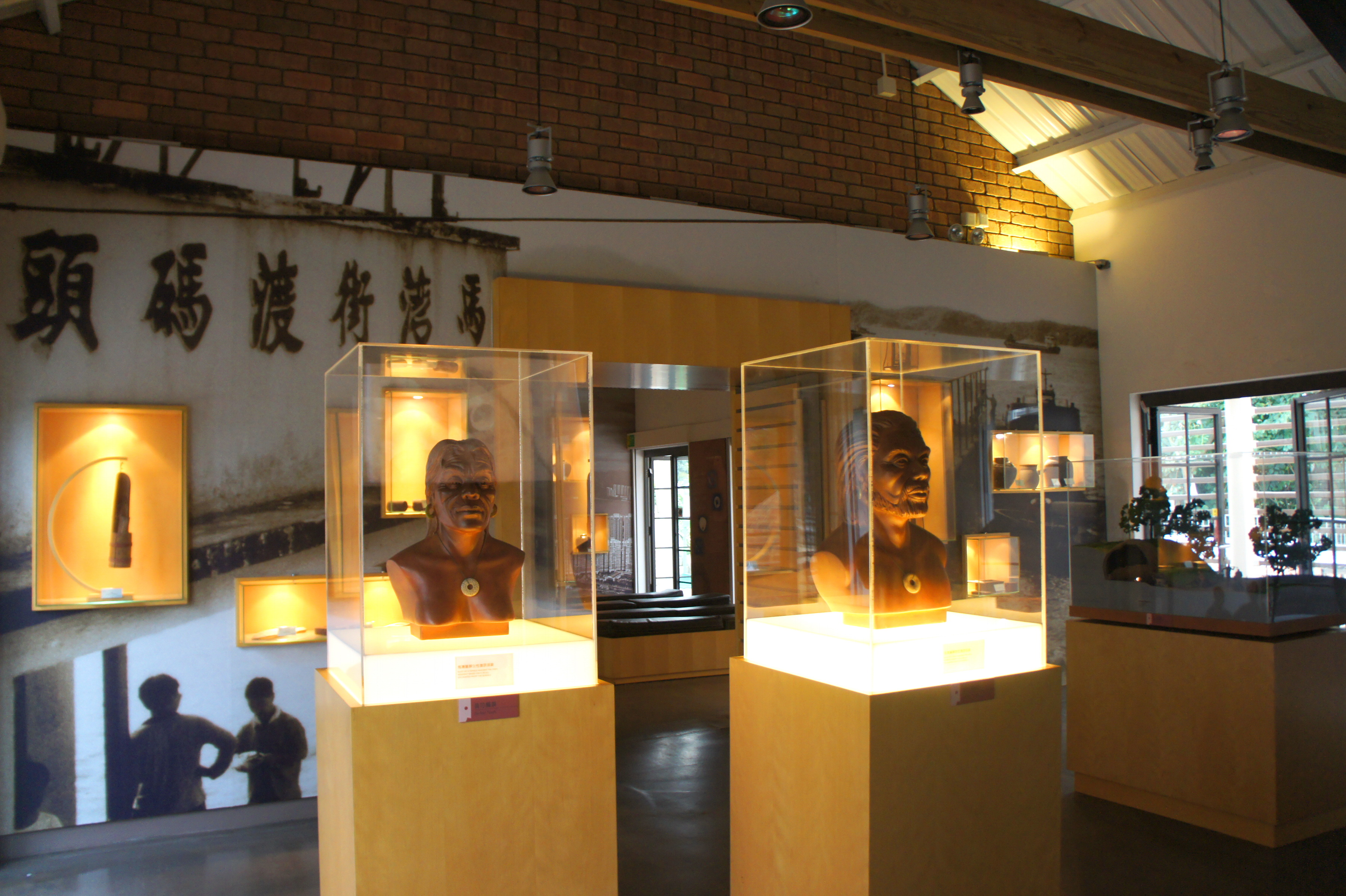
馬灣公園古蹟館內展示古代馬灣男（右）女性（左）的頭像。

除了以上的主要設施，公園第一期的其他設施還包括：
- 芳園書室（古蹟館）（Heritage Centre）
- 多用途表演場地
- 戶外訓練中心
- 籃球場
- 防火精英小園地：「防火精英小園地」是配合社會教育的需要，專為兒童而設的消防教育中心；場地設施和活動設計以 「兒童為本」的學習角度為大前題，展示重要和有趣的消防知識；並按照兒童的發展能力和需要規劃。

## 學校課程教育支援
除遊樂以外，挪亞方舟亦致力在教育方面發展，並已成立「挪亞學堂」，以「跳出課室，活學啟潛能」為宗旨，配合本港學校培育學生多元發展。幫助學生在課堂以外愉快學習，激發語文、數理邏輯、空間、音樂、自然探索、肢體、人際、內省及藝術創意九大多元智能，自幼發掘各方面的潛能，裝備自己。
課程包括「假如我是挪亞…」、「小小醫護見習生」、「精明理財日誌」、「泡泡實驗室」、「野外求生小智慧」、「完全綠色手冊」、「邊行邊講廿四味」等。
挪亞方舟正積極開拓幼兒教育市場，以支援幼稚園戶外體驗學習為定位，幫助幼稚園學童解難，有機會提早接觸多元文化，讓幼兒跳出傳統課室的學習框框，接近和認識大自然，在遊戲和生活中學習，從中自我探索，奠定良好根基。

## 拖欠薪金事件
2016年4月，在挪亞方舟度假酒店工作的29歲二級廚師林先生，指酒店拖欠2月份半個月工資、一個月代通知金、共120小時加班費、1月份薪酬調整以及19日假期薪金，合共4.5萬元。林稱自己於1月28日因私人理由遞交辭職信，其後在2月15日卻被解僱，並收到3封警告信，包括指他與同事曾經口角、經常遲到和說粗言穢語等。酒店向傳媒表示「已委派獨立同事再次檢視林先生訴求實况及公司紀錄。」

## 各方意見

### 支持觀點
支持者認為，馬灣主題公園將會是繼香港的本地主題公園，而且富有教育意義、能幫助人們反思生命的意義，學習愛護環境、保護家庭等價值觀。支持者認為，這世代的價值觀「容易被動搖」，該公園對他們有提醒作用。
他們亦認為該公園能吸引香港市民一家大小前往參觀，給香港市民多一個休閒旅遊設施。公園亦有助帶動香港的本土經濟，製造不少就業機會。而這個具特色的主題公園，亦預計將吸引不同口味遊客到訪香港。雖然附近的大嶼山竹篙灣已經有香港迪士尼樂園，但支持者認為這樣可以相輔相成，使那一帶成為一個多景點的旅遊區。

### 反對觀點
由於馬灣公園是新鴻基以「補地價」形式建造，嚴格來說公園是屬於以公帑建造的公共空間，就該公園興建挪亞方舟，基督教人士胡志偉牧師曾撰文表示，負責籌款和管理公園的影音使團和新鴻基的關係不清，質疑兩者未有公開帳目以及發展詳情，又指出即使基督徒以「傳福音」為名，也不應越過公共空間的界線；香港立法會議員李永達亦指出挪亞方舟是由公帑興建，政府要確保宗教色彩較淡，興建目的亦不能是為了讓個別宗教傳教，須提供多元意見。亦有市民意見認為將個別宗教的內部見解及神話作正史於園內介紹，並不屬於現代科學範疇，也有違香港政教分離的原則，反對人士更為此設立網頁收集簽名。
馬灣公園總經理劉志遠在《明報》訪問中回應表示，挪亞方舟強調的是「愛家庭、愛自然的觀念」，「並非宗教宣傳場所」，然而影音使團總幹事袁文輝則表示希望「這不只是一個旅遊景點」，並希望「所有入方舟的人士，不論是什麼國籍的旅客都能知道何謂真正的愛，效法基督的愛來愛生命」。
在馬灣公園的導覽冊子中挪亞方舟被當作歷史看待，引起外界不滿。

## 特色
馬灣公園是個私人管理的公園，當中，大自然公園免費開放予公眾觀光，但面積並不小，且設有休館時間，建議自帶地圖，否則可能在趕時間中迷路。
馬灣公園在2007年中，仍在擴展建築中，已經落成開放的只是在青嶼幹線以北，馬灣島中部的公園範圍。此馬灣公園第一期的正門在金律廣場，公園的西南面是劃有色彩鮮艷的彩虹牆、其以北附近有植物園景的意中園、再生能源、歷奇園地等。馬灣公園的最高點在鳥望台，有小食部及有桌數圍，可以看海及野餐。公園的正北邊是前身為「馬灣公立芳園學校」的小型古跡館。

## 獲獎紀錄
2008年由康樂及文化事務署主辦的2008最佳園林大獎中，獲得以下獎項：
- 園景設計獎（非住宅物業組）－ 卓越大獎
- 園景設計獎（非住宅物業組）－ 金獎
- 園藝保養獎（非住宅物業組）－ 金獎

## 外部連結
- 馬灣公園
- 新鴻基地產新聞稿 （页面存档备份，存于）
- 影音使團 （页面存档备份，存于）
- 香港馬灣公園及珀麗灣相集 （页面存档备份，存于）
- 馬灣公園在2009年2月的影像 （页面存档备份，存于）